# Skvallertorget

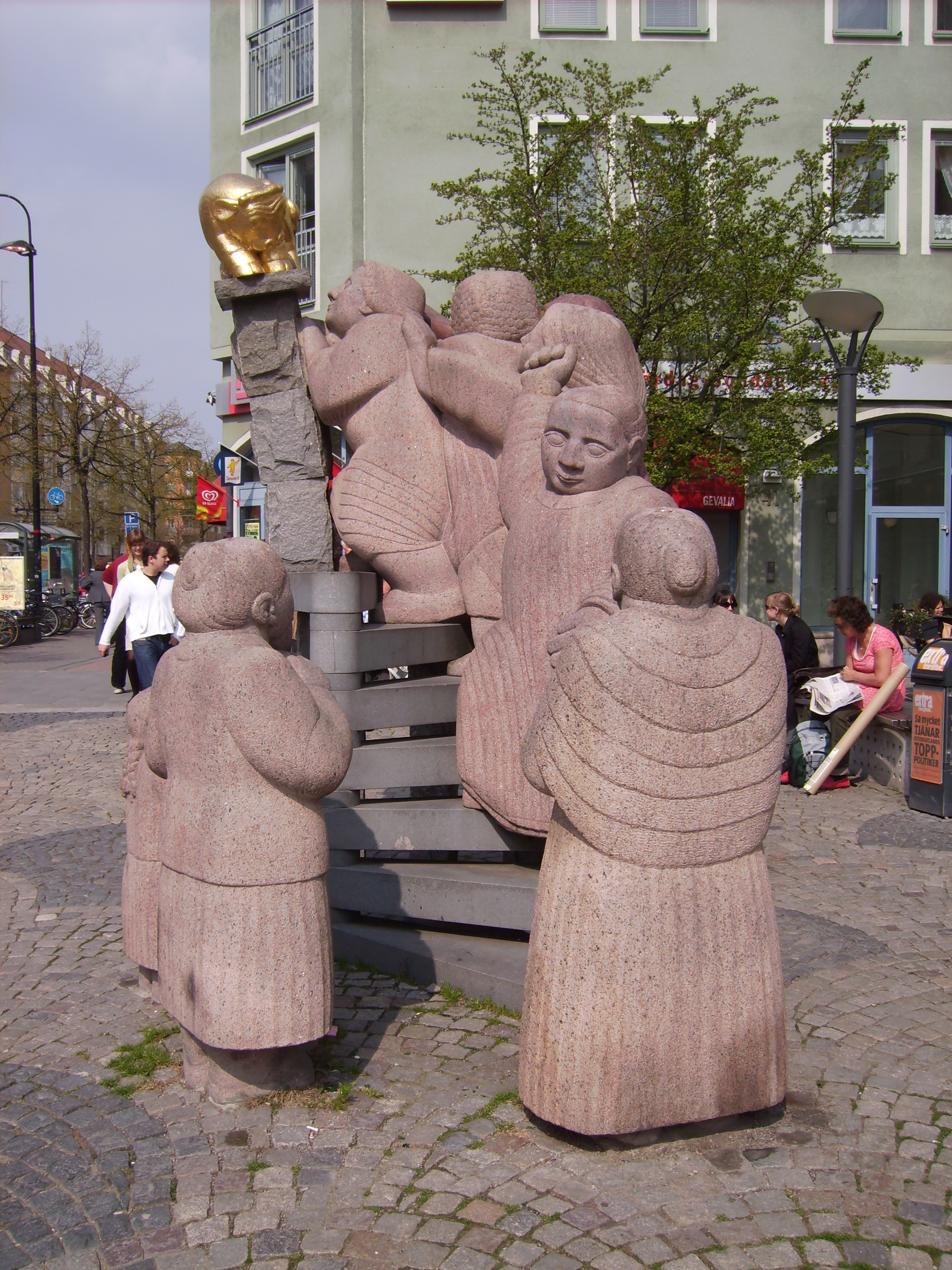
Skulpturen Vår enighets fana av Pye Engström på Skvallertorget.

Skvallertorget är ett torg i centrala Norrköping som ligger på den plats där Kungsgatan, Bredgatan och Västgötegatan sammanstrålar. Torget har från 1995 och framåt kommit att utvecklas må till en viktig plats i den västra delen av Norrköpings innerstad mitt i Campus Norrköping (Linköpings universitet).
Torget har anor från 1600-talet och kanske ännu tidigare. Från torget sträcker sig även Västgötegatan, en gata vars sträckning inte har ändrats sedan medeltiden. 
Det ursprungliga namnet är just Skvallertorget men det har under historien även kallats Lilla torget samt Samtalstorget. Det senare eftersom de styrande vid tiden inte tyckte skvaller var ett representabelt namn.
Ursprunget till namnet är inte känd men det finns flera teorier:
- Namnet kommer från Sqwal gränden som enligt kartor från 1700-talet fanns i området (sqwal efter vattnets skval/skvaller).
- Namnet kommer från de skvaltkvarnar som fanns i området.
- Namnet kommer från att torget under många år var en plats där befolkningen hämtade vatten och samtalade.

På senare tid har Skvallertorget varit omtalat då det byggts om för att låta gående och fordon mötas utan trafikljus eller skyltar. Staden tilldelades 2004 priset Vackra vägars pris av Vägverket för detta.